# Котис (правитель Пафлагонии)
Котис (др.-греч. Κότυς) — правитель Пафлагонии в IV веке до н. э.

Карта деления империи Ахеменидов на сатрапии

## Биография
Правление Артаксеркса II было охарактеризовано большим количеством восстаний против центральной власти со стороны сатрапов западных областей. Выступил против персидского царя и Котис. Он был вызван Артаксерксом в столицу, но отказался повиноваться.
Изменивший Фарнабазу военачальник Спифридат предложил Котису заключить союз со Спартой. Правитель Пафлагонии встретился с царём Агесилаем II, прибывшим в 396 году до н. э. с войском на территорию Малой Азии, и усилил его армию несколькими тысячами своих воинов. В благодарность за успешное посредничество Агесилай в 395 году до н. э. организовал брак дочери Спифридата с Котисом. Впрочем, как замечает Белох Ю., пафлагонцы вскоре оставили своих союзников.
Борухович В. Г. и Олмстед А. называют имя Котиса как одного из сторонника Автофрадата, правителя Лидии, выступившего против мятежного сатрапа Геллеспонтской Фригии Ариобарзана.